# Merryville
Merryville är en kommun (town) i Beauregard Parish i Louisiana. Vid 2010 års folkräkning hade Merryville 1 103 invånare.

## Kända personer från Merryville
- Sam H. Jones, politiker